# Kunsthaus Zürich
Kunsthaus Zürich is een museum voor beeldende kunst aan de Heimplatz in de Zwitserse stad Zürich.

## Geschiedenis
De verzameling beeldende kunst van de Zürcher Kunstgesellschaft, die werd opgericht in 1787, gaat terug tot 1794. Vanaf 1847 beschikte de stichting over een eerste museumgebouw. In 1853 werd voor het brede publiek de Zürcher Kunstverein gesticht met een verzameling lokale en Zwitserse kunst. Vanaf 1885 begon de collectie, door schenkingen en erflatingen, te groeien en in 1910 werd het Kunsthaus in gebruik genomen. Bewust werd gekozen voor deze benaming en niet voor museum of kunsthal, in de traditie van Rathaus en Schulhaus. Het gebouw is ontworpen door de architecten Karl Moser en Robert Curjel, met op de voorgevel reliëfs van Oskar Kiefer.
Na 1920 groeide de museumcollectie met werken van internationale kunststromingen, zodat in 1925 een aanbouw werd toegevoegd. In 1958 werd het Kunsthaus uitgebreid met de grote tentoonstellingszaal (de Bührlesaal) en in 1976 kwam er opnieuw een aanbouw bij. In 2020 werd een grote uitbreiding geopend waarvoor uit 20 projecten het ontwerp van de Britse architect David Chipperfield was gekozen. Het totaal beschikbare expositie-oppervlak werd hierdoor met 78% vergroot tot 11.500 m², waarmee het Kunsthaus het grootste museum van Zwitserland is. Het hoofdgebouw uit 1910 en de schepping van Chipperfield zijn beneden straatniveau met elkaar verbonden.

## Collectie-Bührle
Tot de collectie van het Kunsthaus behoort de substantiële verzameling kunstwerken van de Stiftung Sammlung E.G. Bührle. Deze is bijeengebracht door de Duits-Zwitserse industrieel en mecenas Emil Georg Bührle (1890-1956), topman van de werktuig- en wapenfabriek Oerlikon-Bührle, en werd in 2020 vanuit het Bührle Museum naar het Kunsthaus verhuisd. Er is sindsdien discussie over de herkomst van deze collectie, die als roofkunst wordt beschouwd, omdat het grootste deel afkomstig is van uit nazi-Duitsland gevluchte Joden in de Tweede Wereldoorlog. In maart 2023 kreeg de Zwitserse historicus Raphael Gross, directeur van het Deutsches Historisches Museum in Berlijn, de opdracht om de herkomst van ongeveer 200 schilderijen uit de collectie-Bührle te onderzoeken. Teruggave aan de nabestaanden van vroegere Joodse eigenaren werd niet uitgesloten.
In juni 2024 maakte het museum bekend dat besloten was om vijf kunstwerken die van roofkunst afkomstig waren, aan de collectie te onttrekken. Voor de betrokken schilderijen van Vincent van Gogh (De oude toren, 1884), Gustave Courbet (Portrait du Sculpteur Louis-Joseph, 1863), Claude Monet (Jardin de Monet à Giverny, 1895), Henri de Toulouse-Lautrec (Georges-Henri Manuel, 1891), Paul Gauguin (La route montante, 1884) zou worden gezocht naar "eerlijke en rechtvaardige oplossingen" met de nazaten van de Joodse eigenaren. Bij een zesde schilderij, La Sultane van Édouard Manet (1871), zouden de nazaten van de vroegere eigenaar schadeloos worden gesteld.

## Collectie
Schilder- en beeldhouwkunst
- Oude meesters
- Zwitserse schilderkunst: Arnold Böcklin, Ferdinand Hodler, Félix Vallotton, alsmede de Zürcher Konkrete
- Impressionisme en postimpressionisme: van Théodore Géricault tot Édouard Manet, Claude Monet, Paul Cézanne, Vincent van Gogh, Paul Gauguin en Pierre Bonnard
- Expressionisme: Ernst Ludwig Kirchner, Edvard Munch, Oskar Kokoschka, Max Beckmann en de Zwitserse beeldhouwer Herman Scherer
- De collectie Alberto Giacometti van de Alberto Giacometti-Stiftung, bestaande uit 150 beelden, 20 schilderijen en werken op papier
- De klassiek modernen: Fernand Léger, Marc Chagall, Paul Klee, Piet Mondriaan en de constructivisten, Henri Matisse, Pablo Picasso en het dadaïsme
- Kunst na 1945: Georg Baselitz, Cy Twombly en de Amerikaanse schilderkunst
- Hedendaagse kunst

Grafische kunst
Foto- en videokunst

## Fotogalerij
Schilderijen

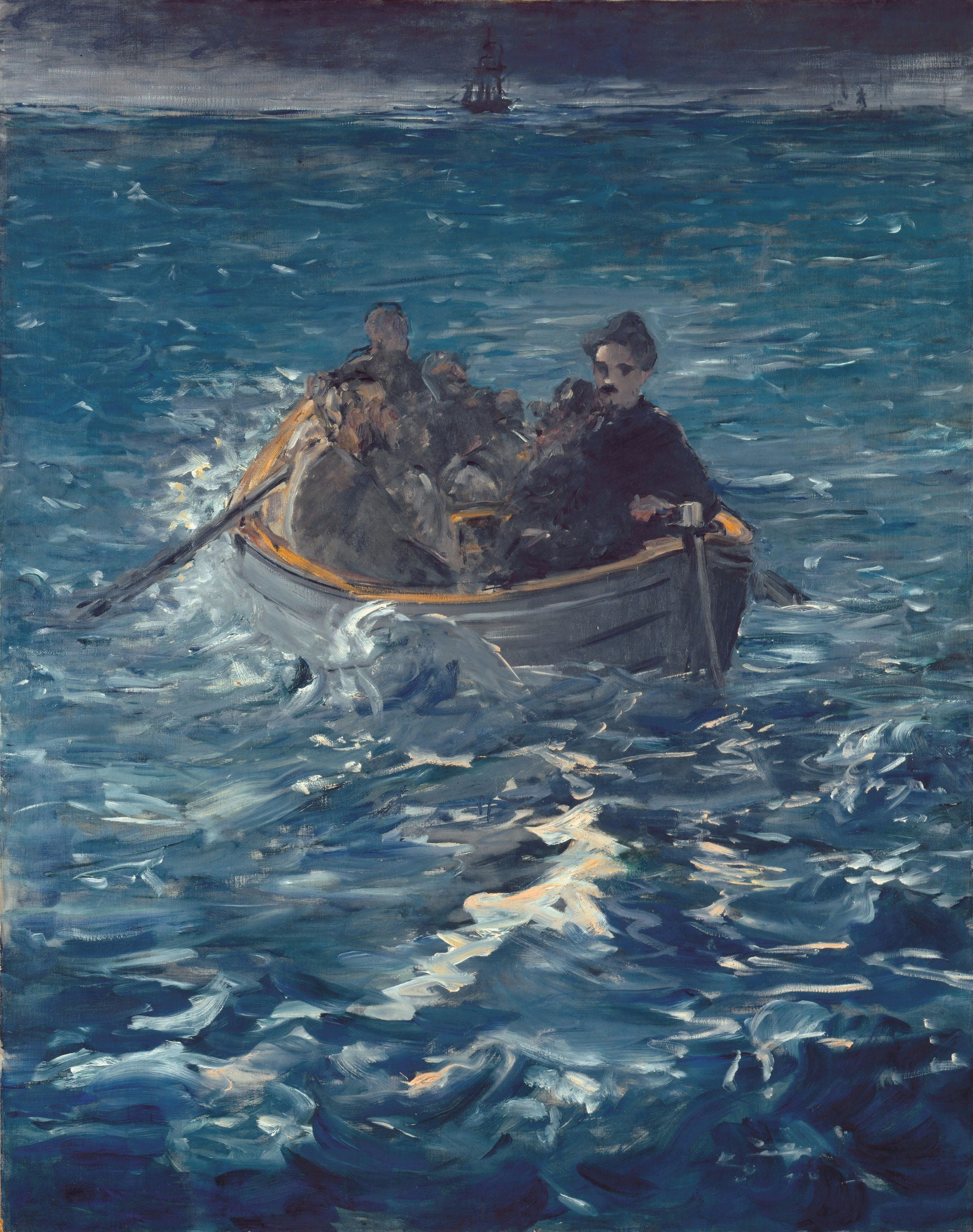
Manet: L'Evasion de Rochefort (1881)
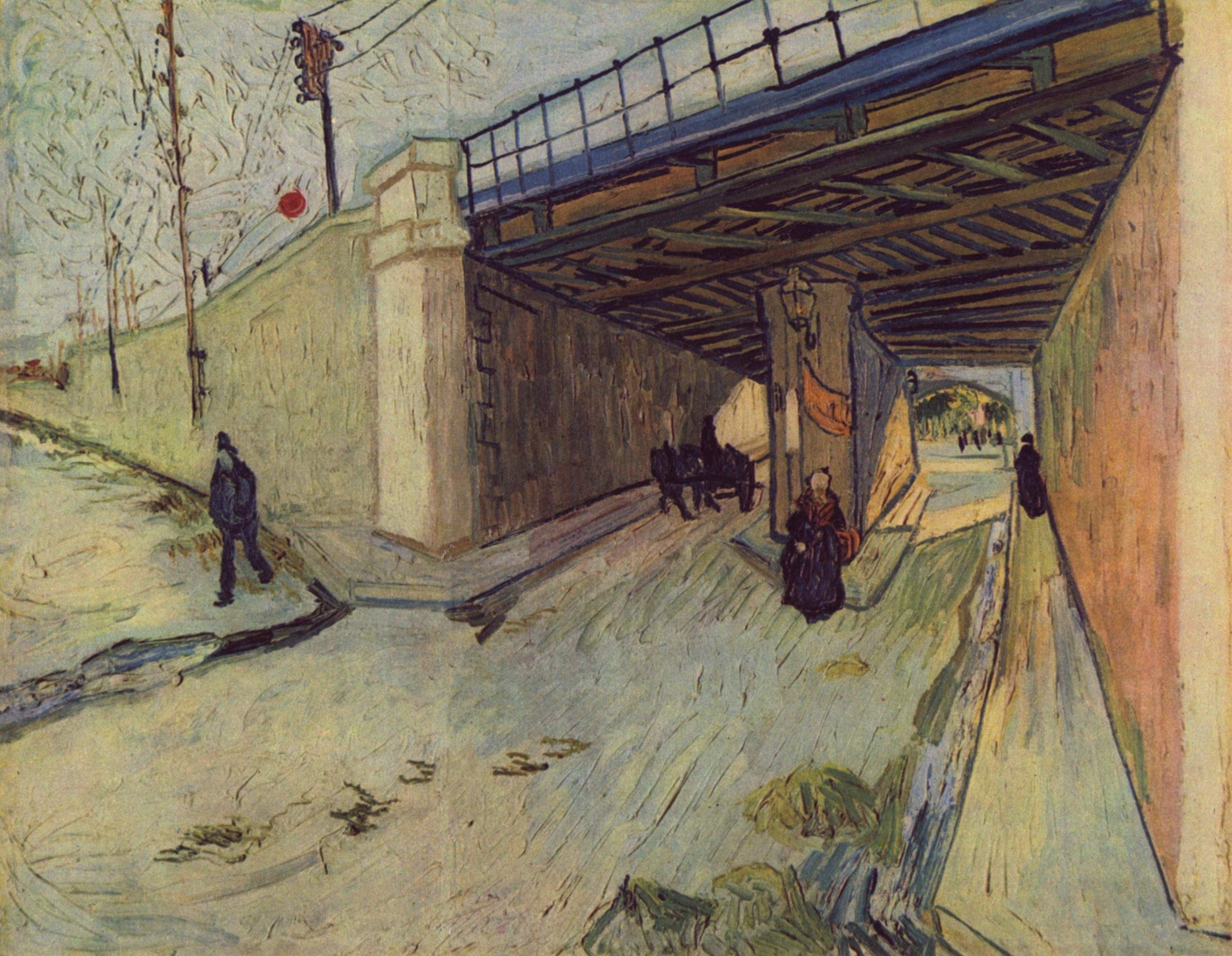
Van Gogh: Pont de chemin de fer sur l'avenue Montmajour (1888)
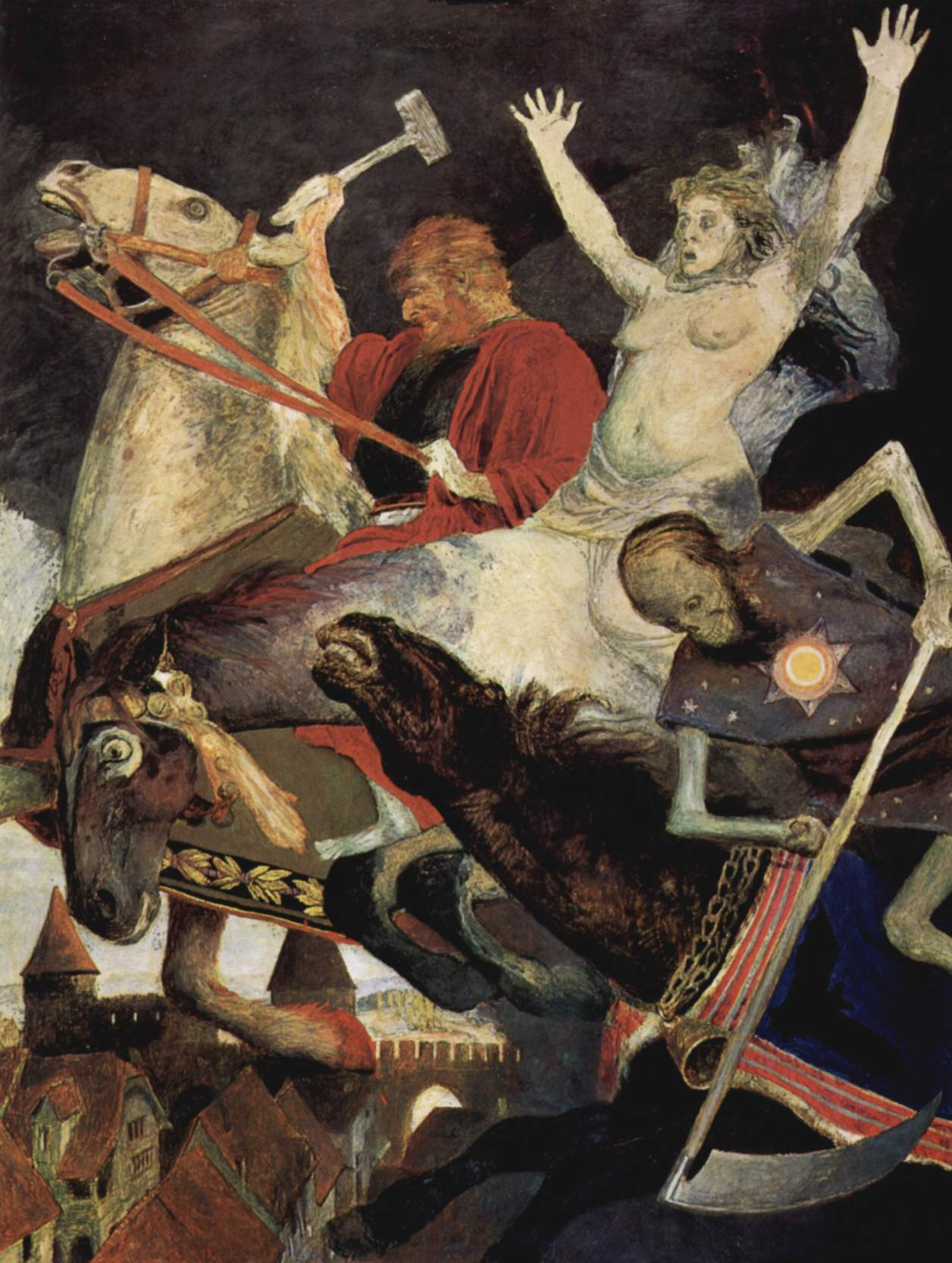
Böcklin: Der Krieg (1896)
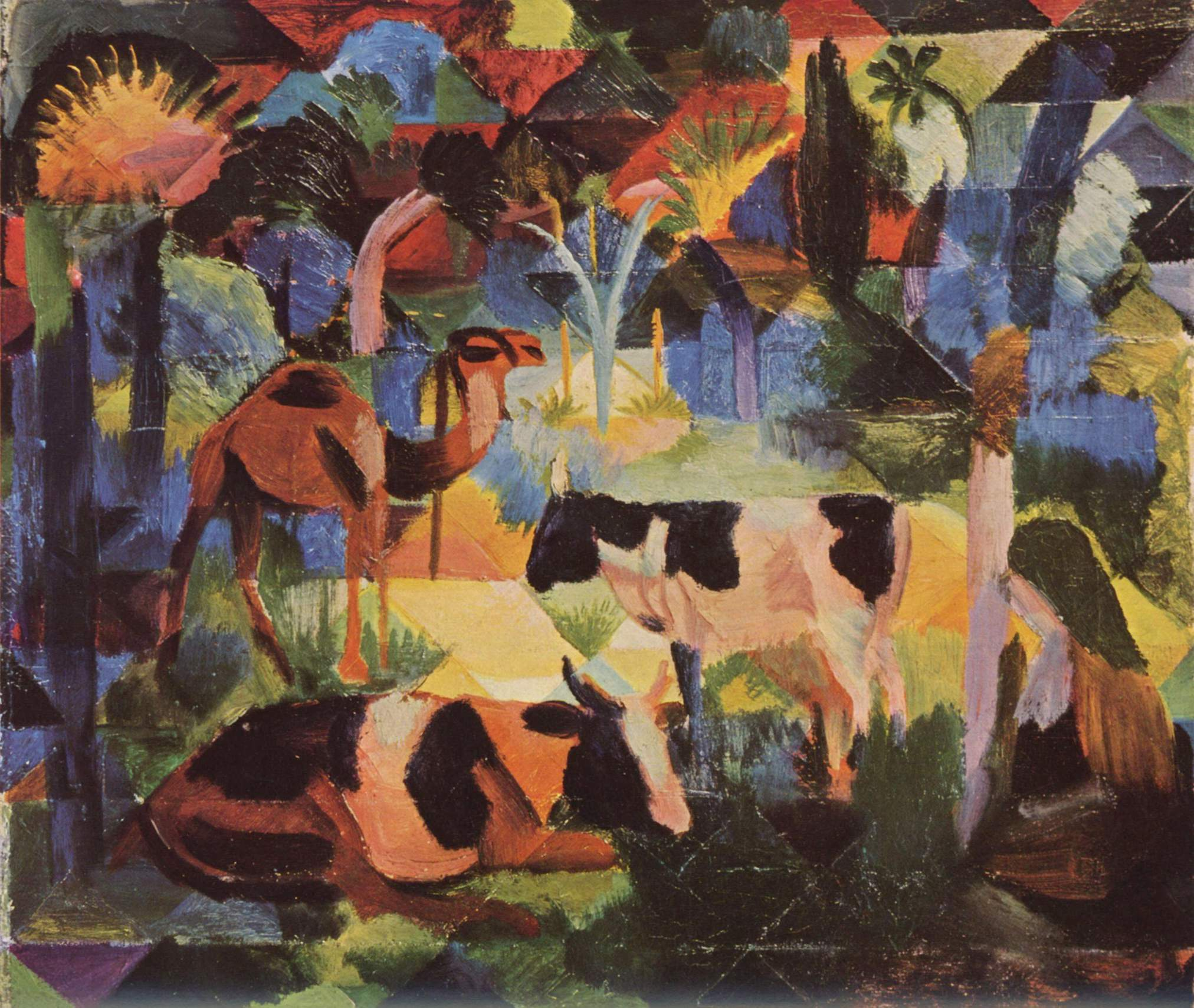
Macke: Landschaft mit Kühen und Kamel (1914)

Buitensculpturen

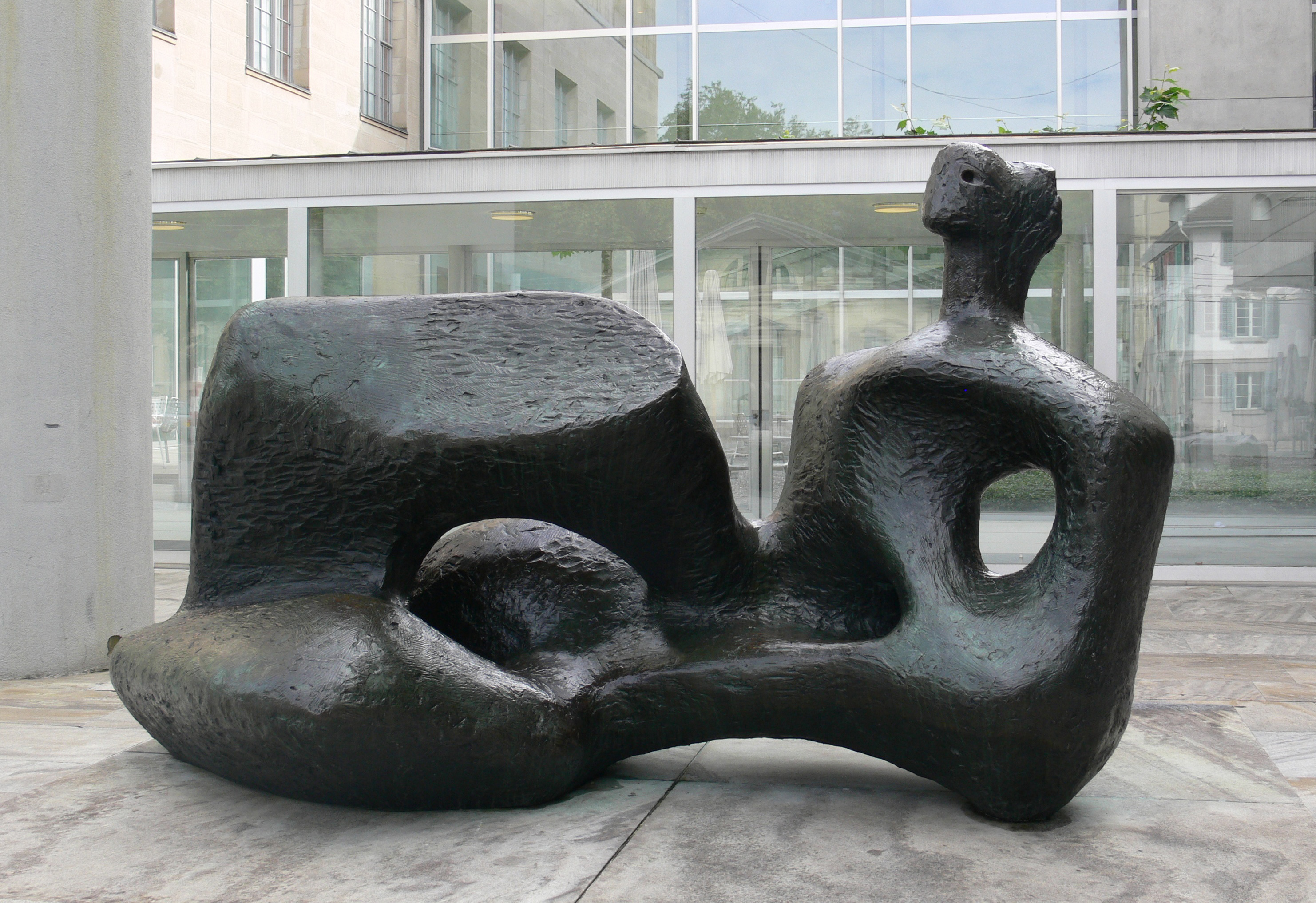
Henry Moore: Große liegende Frauenfigur (1957)
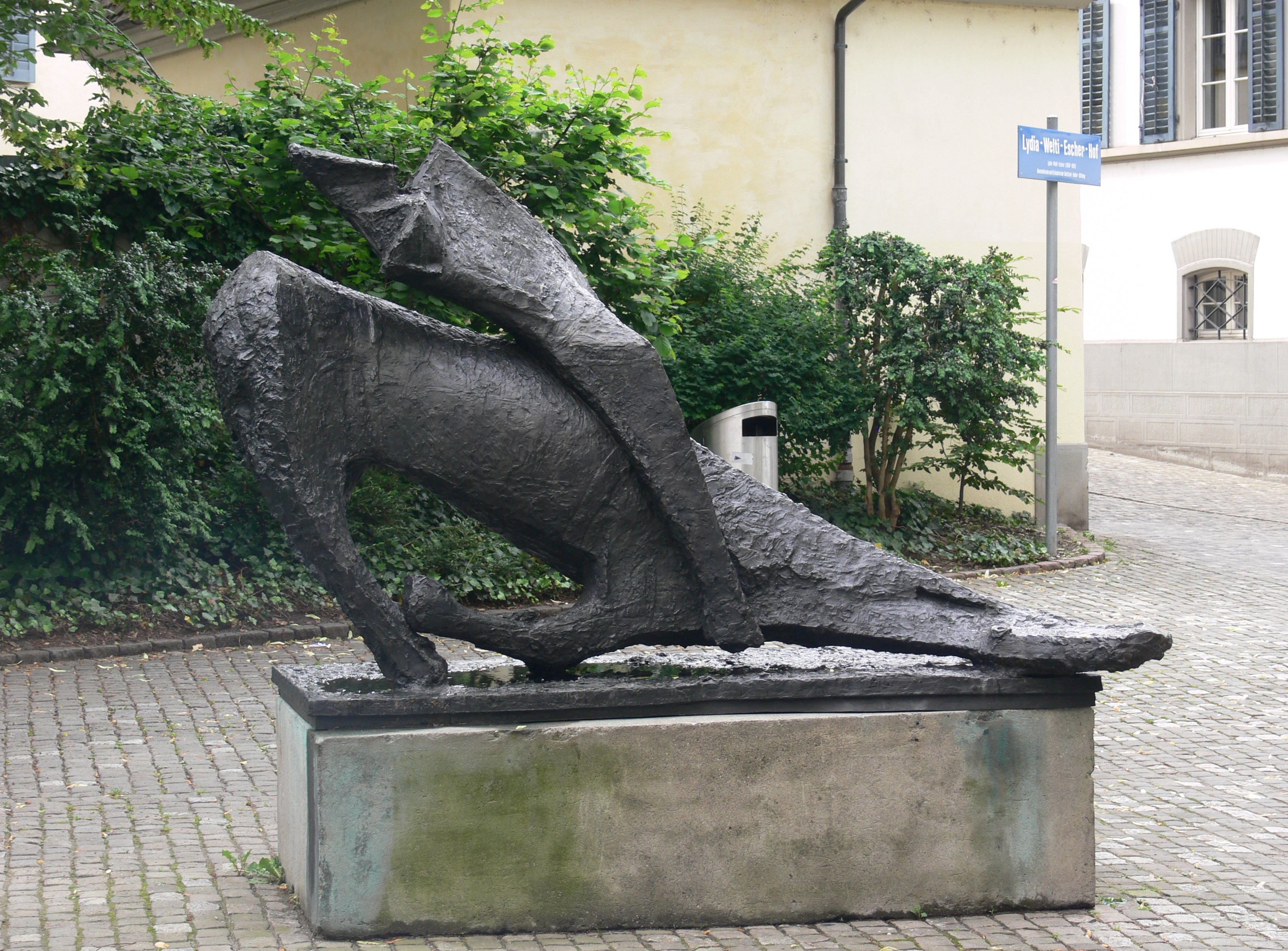
Marino Marini: Miracolo (1959/60)
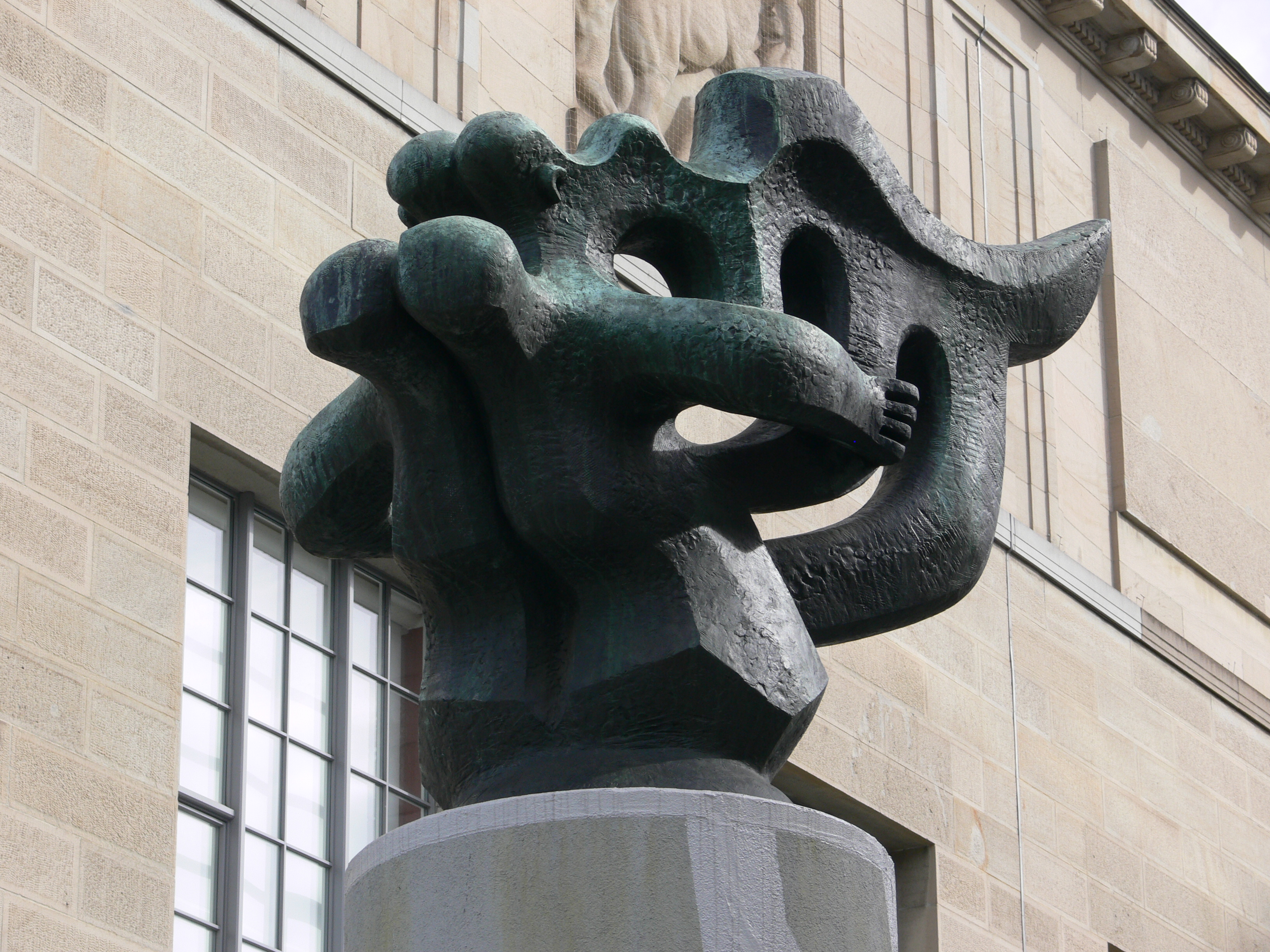
Jacques Lipchitz: Le chant des voyelles (1931/32)
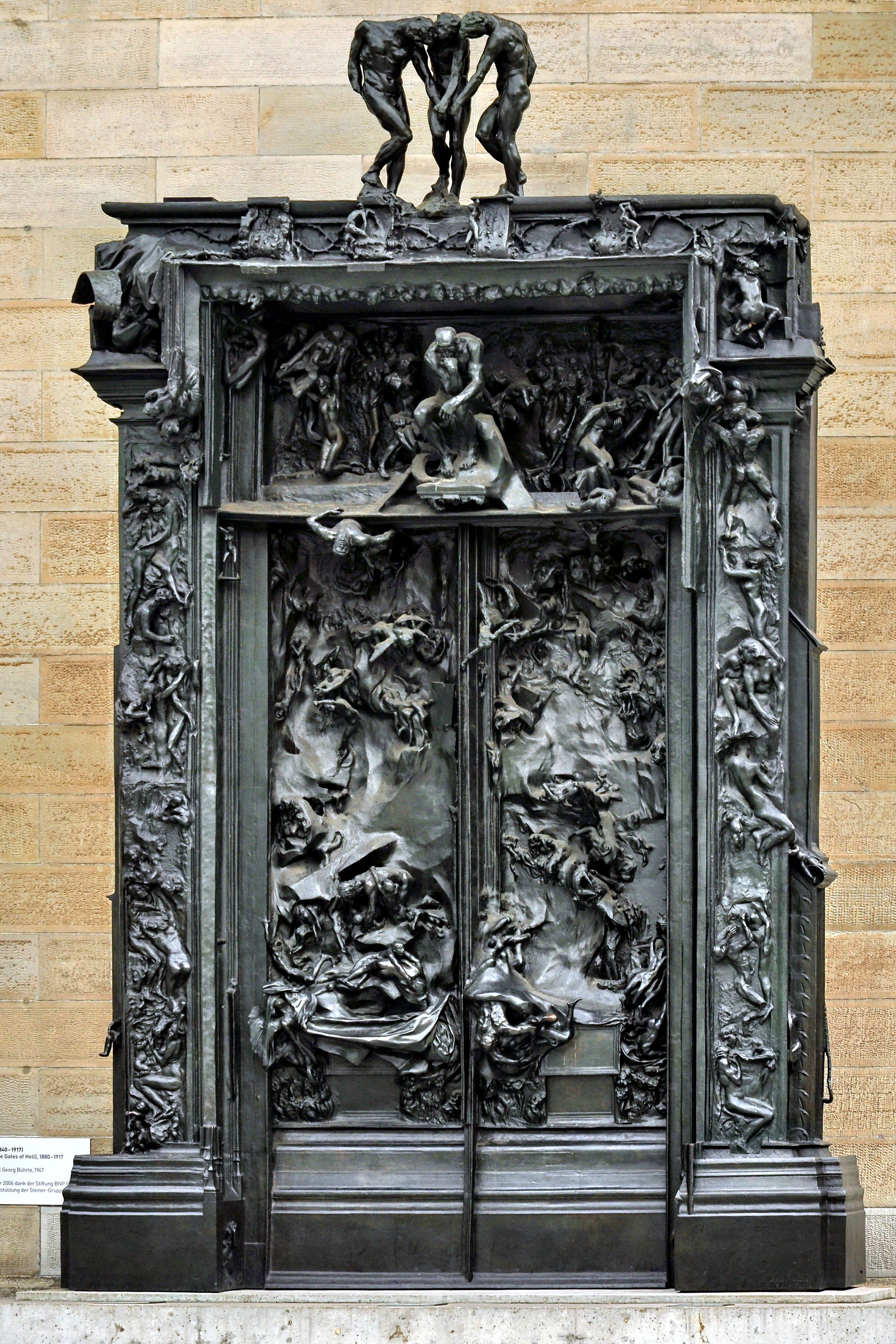
Auguste Rodin: La porte de l'enfer (1880)

## Directie
Het museum heeft onder leiding gestaan van Wilhelm Wartmann (1909-1949), René Wehrli (1950-1975), Felix Baumann (1976-2000) en Christoph Becker (2000-2022). Per 1 januari 2023 werd de Belgische Ann Demeester, voormalig directeur van het Frans Hals Museum in Haarlem, tot directeur van het Kunsthaus benoemd, maar omdat het vraagstuk van de collectie-Bührle veel aandacht vroeg werd haar benoeming vervroegd naar 1 oktober 2022.